# Almog
Almog (en hebreu: אלמוג) és un assentament israelià i un qibuts situat prop de la costa del nord-oest de la Mar Morta en la Vall del Jordà en la Cisjordània ocupada per Israel. El qibuts està sota la jurisdicció del Consell Regional de Meguilot. El 2017, la seva població era de 250 habitants. La comunitat internacional considera que els assentaments israelians en la Cisjordània ocupada són il·legals segons el dret internacional, però el govern sionista israelià no està d'acord amb està afirmació.

## Història
Segons l'organització ARIJ, el 1977 l'Estat d'Israel va confiscar 524 dunams de terreny del llogaret palestí de Nabi Musa per construir la colònia d'Almog. Inicialment el poble va ser establert com un assentament de la Brigada Nahal, el 1977. Almog va esdevenir un qibuts el 1979. L'assentament va ser nomenat en honor de Yehuda Kopolevitz Almog, un pioner de la Tercera Aliyà sionista, que va fundar la indústria minera de potasa que més tard es va convertir en l'empresa Dead Sea Works situada prop de Sodoma. En la dècada de 1930, Almog va ser un dels fundadors del qibuts Beit HaArava.

## Economia
El qibuts té una casa de convidats i un spa. En els terrenys del qibuts hi ha un petit museu que mostra les còpies dels rotllos trobats a Qumran. El qibuts manté diversos cultius experimentals per l'exportació.